# Dnepr-Bug kanalen
Dnepr-Bug kanalen (hviderussisk: Дняпроўска-Бугскі канал, tr. Dnjaprowska-Bugski kanal; russisk: Днепровско-Бугский канал, tr. Dneprovsko-Bugskij kanal; ukrainsk: Дніпровсько-Бузький канал, tr. Dniprovsko-Buzkyj kanal) er den længste skibskanal i Hviderusland, der forbinder Mukhavets floden, en biflod til Vestlige Bug, og Pina-floden, en biflod til Pripjat.
Oprindeligt hed kanalen "Kongelig kanal" (polsk: Kanal Królewski), efter kongen af Polen Stanislav Poniatovski, eftersom han var initiativtager til projektet. Kanalbyggeriet blev indledt i 1775, men blev snart opgivet. Byggeriet blev genoptaget i 1837 og de vigtigste installationer stod færdige i 1846-1848. Under polens besættelse af det vestlige Hviderusland i 1919 blev kanalen ødelagt. Efter genforeningen af det vestlige Hviderusland med Hviderussiske SSR i 1939 blev kanalen restaureret og sat i drift. Under anden verdenskrig blev kanalen igen ødelagt, og efter krige, 1945-1946 restaureret og rekonstrueret.
Dnepr-Bug kanalen er en vigtig del af transportvejene, der via Wisła og Dnepr forbinder Østersøen og Sortehavet. Kanalsystemet samlede længde fra Brest til Pinsk er 196 km, herunder er kanalen 105 km lang. Kanalen omfatter den vestligste 64 km af Mukhavets floden fra Brest til Kobrin med reguleret vandstand, og 27 km af Pina floden med regulerede vandstand. Kanalensystemets afvandingsområde er på 8.500 km².
På kanalen transporteres hovedsageligt jernmalm, tømmer og mineralske byggematerialer.

## Forfald og renovering
Dæmningen ved Zegrzyńskie på Vestlige Bug gør det umuligt for skibe at passere, og har ført til en betydelig forsømmelse af vedligeholdelsen af vestligste del af Mukhavets. Nogle af sluserne er blevet opfyldt og Brest havn kan kun nåes af fartøjer fra øst.
For nylig er genopretningen af kanalen til en klasse IV vandvej af international betydning påbegyndt. I 2003 vedtog regeringen i Hviderusland at genopbygge Dnepr-Bug kanalen med sluser, der opfylder kravene til en klasse Va europæisk vandvej. Ifølge den hviderussiske regering (se rapporten nedenfor), er fire slusesøer og en sluse, der giver mulighed for passage af skibe på 110 m lange, 12 m brede med en dybgang på 2,2 m, genopbygget. Det forventes, at genopbygningen vil fortsætte i de kommende år.